# Rossiïka
Rossiïka (en rus: Российка) és un poble del krai de Krasnoiarsk, a Rússia, segons el cens del 2010 tenia 685 habitants. Pertany al districte municipal de Bolxaia Murtà.